# Pierre-Paulin Andrieu

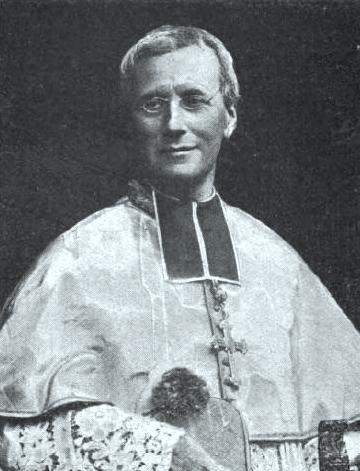
Pierre-Paulin Andrieu als Bischof von Marseille (Januar 1907)

Pierre-Paulin Kardinal Andrieu (* 7. Dezember 1849 in Seysses, Frankreich; † 15. Februar 1935 in Bordeaux) war ein französischer Geistlicher und Erzbischof von Bordeaux.

## Leben

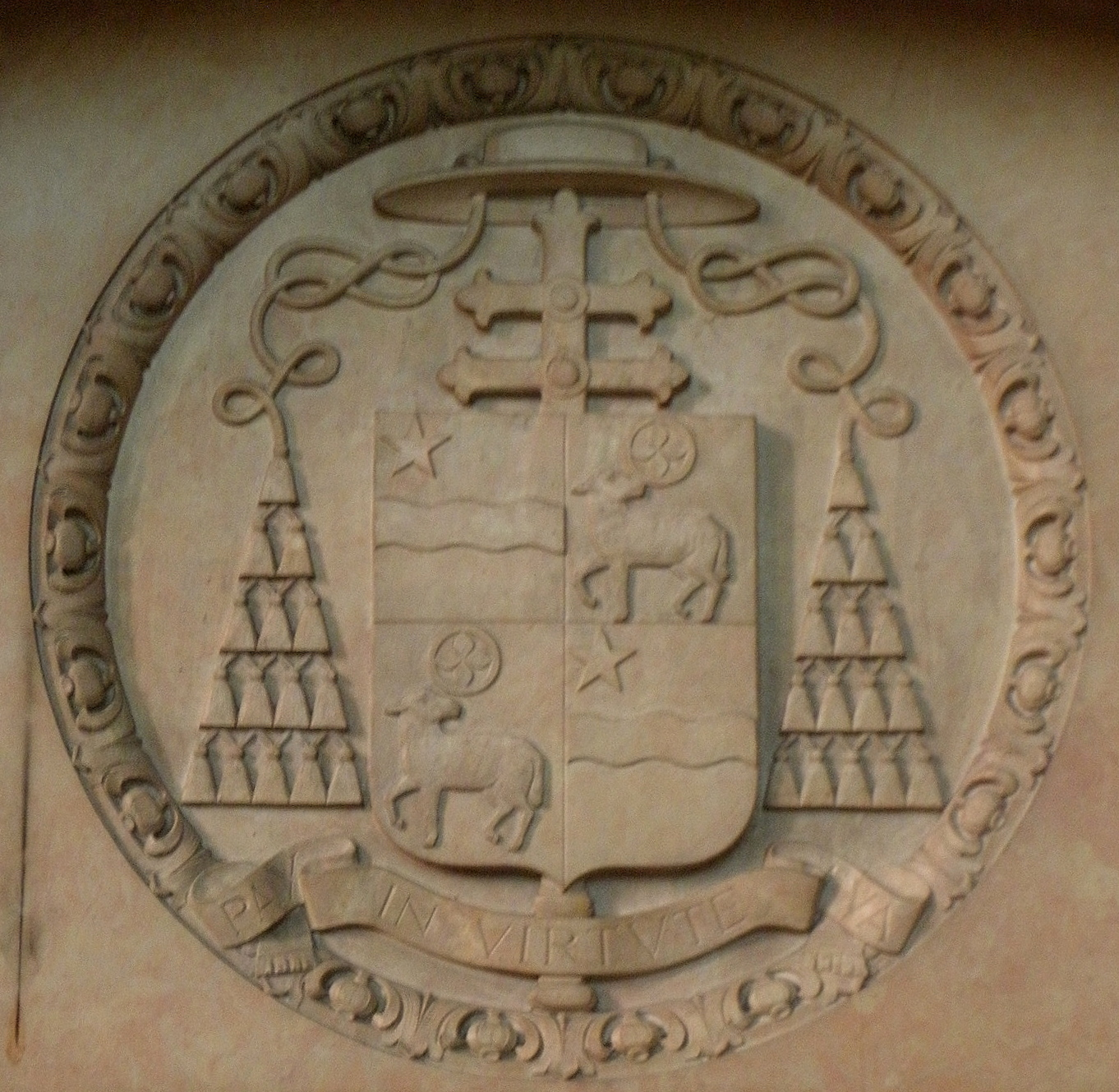
Andrieus Kardinalswappen über seinem Grabmal (Kathedrale Saint-André von Bordeaux)

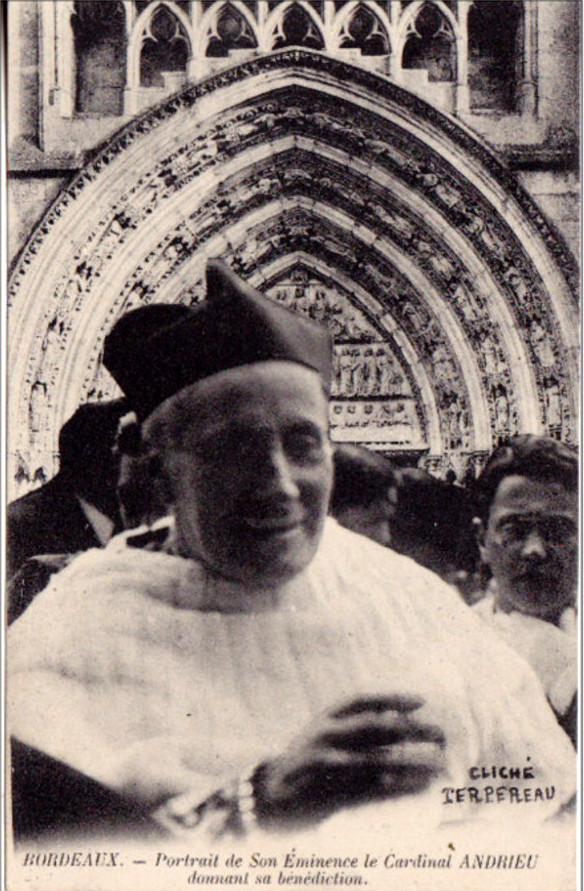
Kardinal Andrieu (um 1920)

Pierre-Paulin Andrieu studierte Katholische Theologie und Philosophie am Priesterseminar von Toulouse und empfing im Jahre 1874 die Priesterweihe. Nach einigen Monaten der Tätigkeit als Gemeindeseelsorger wurde er 1875 persönlicher Sekretär des Erzbischofs von Toulouse. Von 1880 bis 1901 leitete er als Generalvikar die Administration des Erzbistums Toulouse. 
1901 ernannte ihn Papst Leo XIII. zum Bischof von Marseille. Die Bischofsweihe spendete ihm am 25. Juli 1901 der damalige Erzbischof von Toulouse, Jean-Augustin Germain. Am 16. Dezember 1907 nahm ihn Papst Pius X. als Kardinalpriester mit der Titelkirche Sant’Onofrio in das Kardinalskollegium auf und ernannte ihn zwei Jahre später zum Erzbischof von Bordeaux. Pierre-Paulin Andrieu ging als strikter Vertreter des Antimodernismus mit mehreren Veröffentlichungen in die französische Geschichte ein. Er starb am 15. Februar 1935 in Bordeaux und wurde in der dortigen Kathedrale beigesetzt.